# Joven Club de Computación y Electrónica
Los Joven Club de Computación y Electrónica son un conjunto de centros tecnológicos de Cuba que surgieron el 8 de septiembre de 1987. El propósito de su implementación fue el de familiarizar a los jóvenes cubanos con las nuevas tecnologías a las cuales no podían acceder de otro modo.
Esta empresa es la responsable de la enciclopedia EcuRed, la Revista Tino, las redes privadas en Cuba (antes de 2019 SNET), cursos de computación presenciales y a distancia (Cursad), plataforma de Reflejos de blogs, copia de paquete de audiovisuales (Mochila), juegos de simuladores (de autos, aviones) y creación de juegos cubanos (Ludox).

## Historia
En el verano de 1987 se realizó una exposición tecnológica en el Pabellón Cuba, La Habana. En apenas dos meses, 35 000 visitantes acudieron al encuentro, la mayoría niños y jóvenes. Este hecho confirmó la popularidad del proyecto organizado por las Brigadas Técnicas Juveniles (Movimiento político-social de Cuba). Por lo que, Fidel Castro, presidente de Cuba en aquel momento,  propuso ampliar el proyecto tecnológico y gratuito hasta alcanzar cada municipio del país.
Surgen así, el 8 de septiembre de 1987, los Joven Club de Computación y Electrónica, en reunión con el Buró Nacional de la Unión de Jóvenes Comunistas (UJC), con la misión de proporcionar y elevar una cultura informática a la comunidad con prioridad hacia niños y jóvenes, desempeñando un papel activo, creativo y de formación de valores comunistas en el proceso de informatización de la sociedad cubana. Así lo explicó el ya fallecido expresidente de Cuba:

"…Joven Club de fábrica, de instituciones y Joven Club popular, porque estos son los que están allí al lado de los vecinos, este es el médico de la familia, la computadora de la familia Cubana"…
Fidel Castro

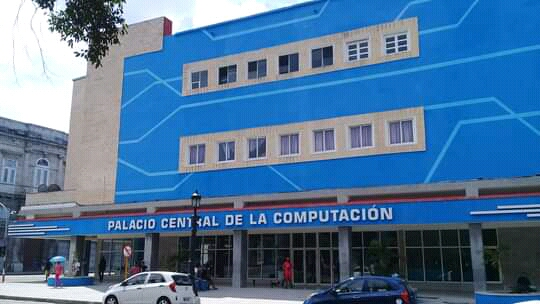
Palacio Central de la Computación

En 1989 se concluyen las primeras 32 instalaciones que se ubicaron en cada una de las capitales provinciales. El 7 de marzo de 1991, cuando ya funcionaban 106 Joven Club, en 86 municipios, se inaugura el Palacio Central de la Computación y la Electrónica. El Joven Club más grande de Cuba, instalación construida en la década de los años 50, que se encuentra situada en el municipio de Centro Habana, en la intercepción de las calles Reina y Amistad, frente al Parque de la Fraternidad.
Con el arribo del Periodo Especial (grave crisis económica) en Cuba se ralentizan las construcciones de nuevas instalaciones alcanzando solo 49 en un plazo de 7 años (1997). El objetivo era la presencia de al menos un joven club por municipio en todo el territorio isleño.
En el año 2000 se habían construido solo 19 centros desde 1997, sumando 174 Joven Club en 162 municipios. No tenían Joven Club los municipios: Batabanó, Nueva Paz y Quivicán en La Habana; Jimaguayú en Camagüey; Bartolomé Masó, Pilón y Río Cauto en Granma. A partir de esta fecha se incrementa la cantidad de instalaciones por años ya que la economía Cubana ostentaba una leve mejoría. Así que sólo un año más tarde, el 4 de abril del 2001, en el Joven Club Central, se realiza la entrega de 126 nuevas instalaciones comprometidas y se arriba a la cifra de 300 Joven Club. Se llega con instalaciones a todos los municipios del país. Tres años después (2004) se concluyen las primeras 100 instalaciones del nuevo plan de 300, lo que suman 400 Joven Club funcionando.
En el 2005 se entregó el mayor número de instalaciones construidas en un año: 187, lo que permitió acumular 587 Joven Club y completó al menos con 2 instalaciones a cada municipio de Cuba. Un año después, coincidiendo con el 15 Aniversario del Palacio Central de la Computación y la Electrónica, quedaron inaugurados los últimos del plan de los 300 Joven Club.
Para 2010 ya los Joven Club fueron constituidos como una unidad presupuestada perteneciente al Ministerio de Comunicaciones (MINCOM). Dejando de pertenecer de este modo a la UJC.  En este mismo año surge la Enciclopedia colaborativa en la red cubana, solo en idioma español, EcuRed. Surge ante la necesidad de aportar conocimiento universal en un dominio .cu para de esa manera ser accesible a la inmensa mayoría de los cubanos, que por causa de las restricciones del embargo estadounidense a Cuba, no podía acceder a Internet en aquellos años. La EcuRed además cumplió el objetivo de mostrar el punto de vista socialista del Estado cubano sobre diversos temas polémicos. Además Joven Club asumió la administración y mantenimiento de sus servicios y de conjunto con el IDICT la gestión y actualización de sus contenidos, surgiendo así, el Grupo Técnico de EcuRed.
En 2014 acontece un cambio radical en los servicios de esta empresa debido a las transformaciones económicas que estuvo propiciando el presidente de Cuba en aquel momento, Raúl Castro Ruz. Por esta razón, los Joven Club de Computación y Electrónica (JCCE) por primera vez en su historia comenzaron a cobrar sus servicios de forma experimental el 25 de agosto de 2014, al poner precio al tiempo de máquina a las personas naturales, las cuales debían adquirir una tarjeta prepagada con un valor de 10,00 y 20,00 CUP. El año siguiente ya se oficializa el cobro de varios servicios de Joven Club que antes eran gratis.
En el año 2019 se hace cargo de la SNET o Street Network, una red callejera que los jóvenes cubanos habían creado lentamente por sus propios medios económicos con el objetivo de jugar videojuegos multijugador. Esta red que surgió en el año 2000 y ya para el 2019 enlazaba más de 40 mil personas, se vio amenazada de desaparecer por las nuevas normativa del ministerio de Telecomunicaciones.

## Críticas

### Conflictos con SNET
Debido a la implementación de las Resoluciones 98 y 99, que impedía la existencia de la red privada cubana, SNet, sus miembros procedieron a protestar frente el Ministerio de Comunicaciones de la República de Cuba. Luego de ser disipada la protesta se anunció de que se había llegado a un acuerdo donde "se beneficiarían todos", según el periodismo oficial de Cuba. Pero según 14ymedio, compuesto de periodistas independientes, este no era el caso. Pues el gobierno y la dirección de Joven Club se adueñaron de los equipos de SNET, los cuales eran propiedad de sus miembros. Y Joven Club comenzó a cobrar un alquiler por que estos usuarios se conectaran a su red con sus propios equipos y cableado. Eliminando de este modo, todo peligro potencial para el poder, y permitiendo un minucioso escrutinio de cada usuario por parte del gobierno.

### Problemas internos
Según CubaNet, sitio de noticias creado por periodistas cubanos independientes, los jóvenes clubes adolecen de un “deterioro de sus equipamientos, serios problemas por la falta de personal preparado y limitaciones en las relaciones de servicios con la población”.  Además, Cubanet añadió que la popularidad en Cuba de estos centros radica en los altos precios de computadoras, memorias USB y demás dispositivos del mundo informático, convirtiendo estos equipos en inaccesibles para la mayoría de la población.
Según CiberCuba, sitio de noticias creado por periodistas cubanos independientes, “los Joven Club, que se hicieron con la idea de "alfabetizar" tecnológicamente a los cubanos, han terminado convertidos en locales de alquiler”.

### En redes sociales
- Joven Club de Computación y Electrónica en Facebook
- Joven Club de Computación y Electrónica en LinkedIn
- Joven Club de Computación y Electrónica en X (antes Twitter)

- Datos: Q109577158